# Jessore (zila)
Jessore is een district (zila) in de divisie Khulna van Bangladesh. Het district telt ongeveer 2,6 miljoen inwoners en heeft een oppervlakte van 2567 km². De hoofdstad is de stad Jessore.

## Bestuurlijk
Jessore is onderverdeeld in 8 upazila (subdistricten), 92 unions, 1434 dorpen en 4 gemeenten.
Subdistricten: Abhaynagar, Bagherpara, Chaugachha, Jhikargachha, Keshabpur, Jessore Sadar, Manirampur en Sharsha